# Universidade do Estado de Minas Gerais
La Universidad del Estado de Minas Gerais (Universidade do Estado de Minas Gerais, UEMG) es una institución pública de educación superior estatal con varias unidades educativas, ofreciendo distribuidos diversos cursos de formación y de posgrado en las siguientes ciudades: Belo Horizonte, Barbacena, Campanha, Carangola, Diamantina, Divinópolis, Ibirité, Ituiutaba, Frutal, João Monlevade, Leopoldina, Passos, Poços de Caldas e Ubá.